# Luigi Simoni
Luigi „Gigi” Simoni (ur. 22 stycznia 1939 w Crevalcore, zm. 22 maja 2020 w Pizie) – włoski piłkarz oraz trener piłkarski.

## Kariera
Jako zawodnik grał m.in. w Torino Calcio, Juventusie, Brescii Calcio, SSC Napoli i Genoi. Właśnie w tym ostatnim klubie w sezonie 1974–1975 rozpoczął pracę szkoleniową i wkrótce wywalczył awans do Serie A. Podobne wyniki osiągał później z Pisą Calcio, z Brescią oraz z US Cremonese.
Dopiero w 1997 roku zaczął pracować w klubie z czołówki Serie A. Został trenerem Interu Mediolan. Zespół, w którym grali wówczas m.in. Ronaldo, Roberto Baggio, Javier Zanetti, Iván Zamorano i Gianluca Pagliuca, zajął w lidze drugie miejsce (za Juventusem) oraz po efektownym (3:0) zwycięstwie nad S.S. Lazio zdobył Puchar UEFA. Podczas kolejnego sezonu podopieczni Simoniego w rundzie grupowej Ligi Mistrzów pokonali najgroźniejszych rywali, drużynę Realu Madryt, otwierając sobie drogę do awansu do kolejnej rundy rozgrywek. Wkrótce jednak Simoni został zwolniony z funkcji trenera drużyny. Prezes Massimo Moratti skarżył się na zbyt defensywny styl gry zespołu.
Po krótkiej przygodzie w bułgarskim CSKA Sofia Simoni otrzymał propozycję pracy w drugoligowej Anconie Calcio, którą wprowadził do ekstraklasy. Jednak przed rozpoczęciem sezonu został zdymisjonowany. W sezonie 2004–2005 pracował jeszcze w Sienie, ale po osiemnastu kolejkach złożył wymówienie.
Od listopada 2005 roku do 2006 roku był trenerem grającego w Serie C A.S. Lucchese-Libertas.

## Sukcesy szkoleniowe
- wicemistrzostwo Włoch 1998 oraz Puchar UEFA 1998 z Interem Mediolan
- Panchina d’oro („Złota ławka”) dla najlepszego szkoleniowca 1998 roku przyznawana przez trenerów zespołów z Serie A.